# Walsura candollei
Walsura candollei är en tvåhjärtbladig växtart som beskrevs av George King. Walsura candollei ingår i släktet Walsura och familjen Meliaceae. Inga underarter finns listade i Catalogue of Life.